# Domburgo
Domburgo (en neerlandés: Domburg) es una localidad balneario del municipio de Veere, en la provincia de Zelanda (Países Bajos). Está situada en la costa noroeste de la isla de Walcheren, unos 11 km al noroeste de Middelburg.

## Historia
En 1647, tras una tormenta, se descubrió en la playa de Domburgo un santuario de unas 40 piedras con iscripciones latinas y estatuas de varios dioses, entre ellos Neptuno y Mercurio, junto a la diosa local Nehalennia. De acuerdo a las inscripciones el santuario fue erigido por comerciantes para proteger sus naves y sus negocios. En la misma playa se han hallado monedas de diferentes tiempos, siendo la más antigua del año 650, incluyendo sceattas anglosajonas.
Sin embargo, la población actual se expandió a partir de una ciudadela circular, cuyas ruinas se descubrieron en 1991, y que ha sido datada en el año 875. Durante las siguientes centurias el lugar fue territorio de los monjes de la abadía de Middleburg, que poseía allí el castillo de Westhove, de factura medieval.
En 1223 Domburgo recibió carta de ciudad, quizá a causa de los condes de Holanda, que podrían necesitar resguardarse en la isla. A aprtir de entonces y hasta el siglo XIX la ciudad se expandió poco, dedicada eminentemente a la agricultura y en menor medida a la pesca. No obstante, desde el siglo XVII recibía turistas de Middelburg en verano gracias a su clima. La riqueza que alcanzó Middelburg con el comercio americano e indonesio se dejó sentir en Domburgo, donde varios comerciantes se construyeron segundas viviendas con jardines, aunque pocas de ellas han sobrevivido.
Hasta 1817 Domburgo estaba fraccionado en dos jurisdicciones, una relativa a la costa y otra al pueblo interior; en esa fecha se unieron para formar un solo municipio. En 1966 se dividió de él Oostkapelle. No obstante, a finales del siglo XX todas las pequeñas poblaciones de Walcheren quedaron supeditadas al municipio de Veere.

### Balneario
En 1834 Domburgo comenzó a ofrecer baños curativos y otros servicios, convirtiéndose en un centro balneario de cierto calado. Se construyó un pequeño pabellón de baños junto a la playa, reemplazado en 1888 por otro mucho mayor que incluía, entre otros servicios, cafetería, sala de conciertos y mirador. La economía como localidad balneario fue definitivamente impulsada por el ferrocarril a Flesinga y el barco a Inglaterra, país cuya cultura influyó bastante en Domburgo y gracias al cual se proyectó un campo de golf.
A finales del siglo XIX Domburgo fue, durante unos pocos años, destino turístico de la realeza europea. Entre sus visitantes ilustres estuvo la gran duquesa de Mecklemburgo-Pomerania, que visitaba Domburg regularmente y llegaba en un tren privado.

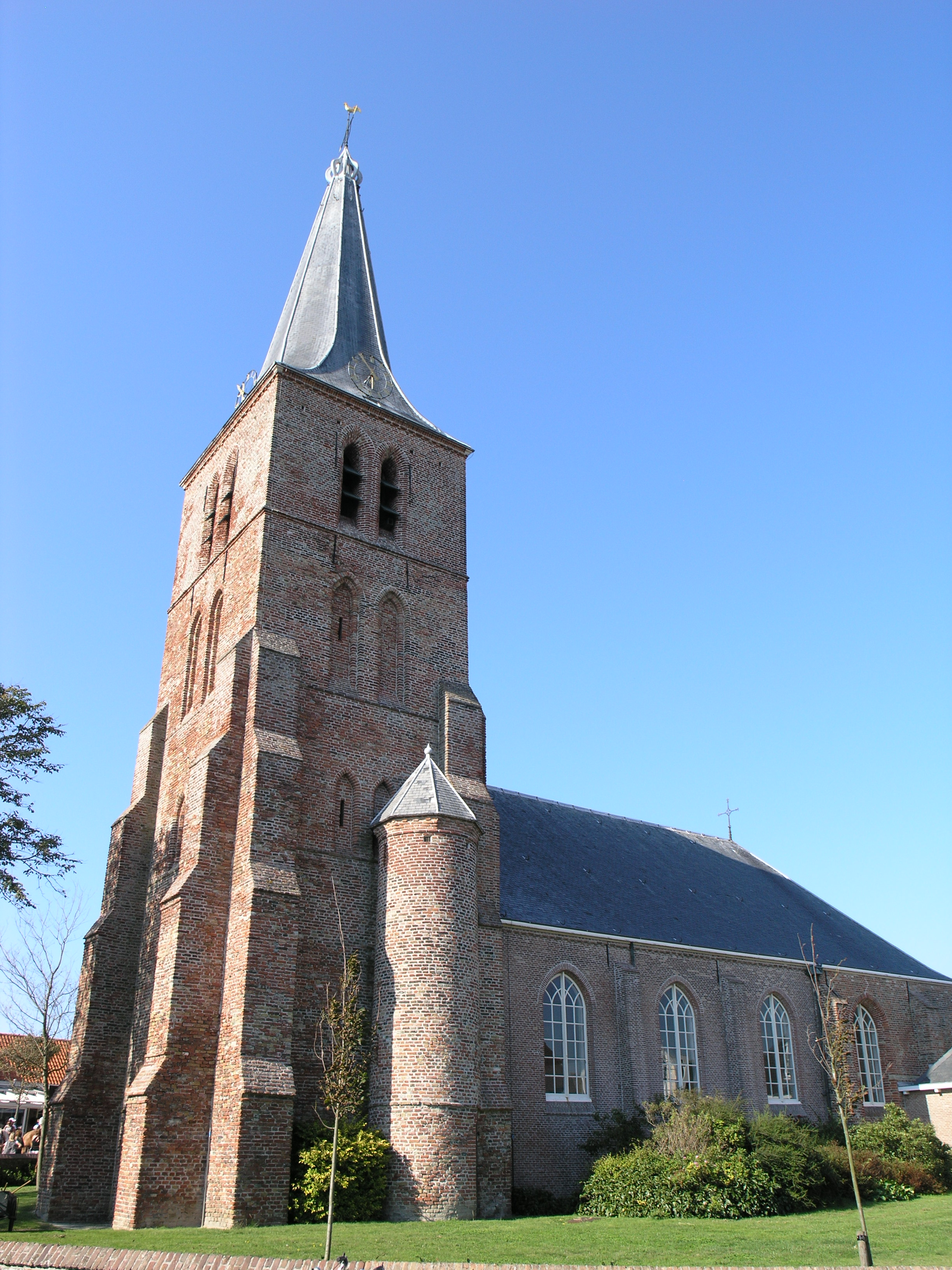
Iglesia en Domburgo.

- Datos: Q980728
- Multimedia: Domburg / Q980728

1. ↑  Worldpostalcodes.org,código postal n.º 4357.